# Limnoria sexcarinata
Limnoria sexcarinata är en kräftdjursart som beskrevs av Kuhne 1975. Limnoria sexcarinata ingår i släktet Limnoria och familjen borrgråsuggor. Inga underarter finns listade i Catalogue of Life.